# انتشار فيروس كورونا في البيت الأبيض
يُشير انتشار فيروس كورونا في البيت الأبيض إلى مجموع الإصابات بفيروس كورونا المرتبط بالمتلازمة التنفسية الحادة الشديدة النوع 2، في سبتمبر وأكتوبر من العام 2020، بمَن في ذلك العديد من المسؤولين الأمريكيين الذين كانوا في حالة اتصال وثيق خلال جائحة كورونا في واشنطن العاصمة. أصيب عدة أفراد على المستوى العالي بالعدوى، من ضمنهم الرئيس دونالد ترامب، الذي نُقل إلى المشفى ليبقى فيه ثلاثة أيام.
من الواضح أن العديد من الإصابات مرتبطة بحفلٍ أُقيم في 26 سبتمبر في حديقة الزهور في البيت الأبيض احتفاءً بترشيح إيمي كوني باريت للمحكمة العليا، دون أي التزام في الحفل بالتباعد اجتماعي في ترتيب الجلوس، ودون ارتداء غالبية الحضور للكمامات الطبية. من المحتمل كون ترامب نفسه معديًا في تلك المرحلة، لكنه اشترك مع الوفد المرافق له في العديد من الفعاليات اللاحقة بدون كمامات، ومن بين تلك الفعاليات كانت المناظرة الرئاسية الأولى مقابل جو بايدن في كليفلاند، بولاية أوهايو في 29 سبتمبر. في اليوم اللاحق، وُضعت السكرتيرة الصحفية للبيت الأبيض هوب هيكس في الحجر الصحي على متن طائرة الرئاسة خلال عودتها مع ترامب من فعالية انتخابية في مينيسوتا. وعقب ذلك، ذهب الرئيس في 1 أكتوبر، دون تغيير في برنامجه، للمشاركة بحفل جمع التبرعات في نيو جيرسي، حيث خالط المانحين، دون وضع كمامة.
تضمّ قائمة الإصابات السيدة الأولى ميلانيا ترامب؛ وأعضاء مجلس الشيوخ الجمهوريين توم تيليس، ومايك لي، ورون جونسون؛ ومدير حملة ترامب الرئاسية للعام 2020 بيل ستيبين؛ ورئيسة اللجنة الوطنية في الحزب الجمهوري رونا ماكدانيل؛ ومستشارة البيت الأبيض السابقة كيليان كونواي؛ وحاكم ولاية نيو جيرسي السابق كريس كريستي؛ ورئيس جامعة نوتردام جون آي جينكينز؛ والسكرتيرة الصحفية للبيت الأبيض كايلي ميكناني؛ وكبير مستشاري الرئيس ستيفن ميللر. ابتداءً من 6 أكتوبر، جاءت نتيجة اختبار 35 شخصًا على الأقل إيجابية. أُبلغ عن حالة شخص واحد على الأقل، وهو رئيس مكتب الأمن بالبيت الأبيض كريد بايلي، بكونه مصابًا بـ«بمرض خطير»، إذ أصيب بالمرض في سبتمبر قبل حفل حديقة الزهور.
ظهرت سلسلة الإصابات في الأسابيع الأخيرة لحملة ترامب للانتخابات الرئاسية للعام 2020، أي قبل ما يقارب الشهر على اليوم الأخير للتصويت، الموافق لـ3 نوفمبر. انتقد المراقبون البيت الأبيض بسبب تقديمه معلومات متضاربة حول حالة ترامب والجدول الزمني لإصابته بالفيروس، وانتقدوا أيضًا تأخير الكشف عن التشخيص المبدأي للعاملين في البيت الأبيض.
كان في الإمكان منع تفشي الإصابات في البيت الأبيض، وفقًا لما ذكره خبراء الصحة العامة مثل أنتوني فاوتشي، مدير المعهد الوطني للحساسية والأمراض المعدية، والعضو في فريق عمل البيت الأبيض لفيروس كورونا.

## الجدول الزمني لانتقال الفيروس

### خلفية
طوال فترة جائحة كوفيد-19، عمِد دونالد ترامب وويليام بار إلى ثني المسؤولين والموظفين عن ارتداء الكمامات. واجه أولئك الذين استخدموا الكمامات في الجناح الغربي للبيت الأبيض واجهوا الكثير من السخرية من غيرهم. في أبريل أصبح البيت الأبيض من أول الأماكن المتاح لها الوصول إلى اختبارات كوفيد-19 السريعة. اتّكل البيت الأبيض على الاختبارات السريعة، التي تفتقر إلى موافقة إدارة الغذاء والدواء، لاستخدامها لدى الأفراد الذين لا يعانون من أعراض.
طوال فترة الربيع، أُبلغ عن حالات إصابة متفرقة بكوفيد-19 في البيت الأبيض. في مساء يوم 20 مارس، أعلنت المتحدثة باسم نائب الرئيس مايك بنس، كيتي ميلر، ثبوت إصابة أحد موظفي نائب الرئيس، ومعاناته من أعراض خفيفة للغاية، مع التأكيد على عدم وجود اتصال بين ترامب أو بنس بالموظف. جاء اختبار كوفيد-19 الخاص بميلر نفسها إيجابيًا  في 8 مايو، في إعلان جاء بعد يوم واحد فقط من ثبوت إصابة مستخدم شخصي للرئيس، لم يُفصح عن اسمه. أدّت إصابة ميلر إلى إنزال العديد من موظفي بنس الآخرين الذين كانوا على اتصال وثيق بها من طائرة الرئاسة قبل رحلة بنس إلى ولاية آيوا، ولكن لم يكن ترامب أو بنس على اتصال وثيق بميلر في تلك الفترة.
في شهر يونيو، قلّص البيت الأبيض نظام الفحص، رغم فرض الفحص وإجراء الاختبار على أي شخص يكون على اتصال بالرئيس أو نائب الرئيس.
في 16 سبتمبر، قيل أن موظفًا واحدًا على الأقل لم يرِد اسمه قد ثبتت إصابته. بعد دخول ترامب المشفى، كُشف عن إصابة اثنين من الفريق الطبي المقيم في ذلك الأسبوع.
عقد ترامب مسيرة في بيميدجي، بولاية مينيسوتا في 18 سبتمبر. لم يرتدِ سوى قلة من الحاضرين كمامات الوجه، ولم يكن ثمة التزام  بالتباعد الاجتماعي. حذر مسؤولو الصحة من عدم اتّباع المسيرة لقوانين الدولة الناظمة للتجمعات الكبيرة. بحلول 9 أكتوبر، ثبتت إصابة تسعة أشخاص من الحاضرين في المسيرة بالفيروس، ونُقل اثنان من بينهم إلى المتشفى.
أصيب كريد بايلي، رئيس مكتب الأمن بالبيت الأبيض، بكوفيد-19 في وقت غير معلن قبل حفل الترشيح للمحكمة العليا في 26 سبتمبر، ونُقل إلى المشفى في سبتمبر، حيث تفاقمت حالته إلى مرض خطير. رفض البيت الأبيض التعليق على الأمر عند ورود أنباء حالة بايلي في الأخبار في 7 أكتوبر.

### فعالية جمع التبرعات لحملة ترامب، في 25 سبتمبر
التقى ترامب برئيسة اللجنة الوطنية للحزب الجمهوري، رونا ماكدانيل، وماكيناني وآخرين في حملة لجمع التبرعات في 25 سبتمبر في فندق ترامب الدولي. في 1 أكتوبر، ظهرت ماكدانيل على قناة فوكس نيوز ولم تأتِ على ذِكر حالتها الصحية، رغم تلقيها تأكيدًا بنتيجة اختبارها الإيجابية بعد ظهر يوم 30 سبتمبر. بعد يومين من ذلك التاريخ، أعلن المتحدث باسم اللجنة الوطنية للحزب الجمهوري أن اختبار ماكدانيل كان إيجابيًا.

### الأحداث المواكبة لترشيح إيمي كوني باريت، في 26 سبتمبر
في 26 سبتمبر 2020، أقيم حفلٌ في حديقة الزهور في البيت الأبيض للإعلان عن ترشيح إيمي كوني باريت للمحكمة العليا عقب وفاة روث بادر غينسبيرغ. حضر المناسبة أكثر من 150 شخصًا؛ قيل للحضور بأن ليس عليهم كمامات إذا كانت نتيجة اختبارهم سلبية في ذلك اليوم. وُضعت كراسي الحفل جنبًا إلى جنب في الهواء الطلق، وعُقدت حفلتان حاشدتان في مكان مغلق. في الأسبوع اللاحق، ثبتت إصابة سبعة من الحاضرين على الأقل بفيروس كورونا المرتبط بالمتلازمة التنفسية الحادة الشديدة النوع 2، بمن في ذلك الرئيس ترامب، والسيدة الأولى ميلانيا ترامب، ومايك لي، وتوم تيليس، ورئيس جامعة نوتردام جون آي جينكينز، والمستشار السابق للرئيس كيليان كونواي، وحاكم ولاية نيو جيرسي السابق كريس كريستي. مرّت باريت بأعراض العدوى في الصيف قبل أن تتعافى وجاءت نتيجة اختبارها سلبية. يُذكر أن مايكل دي شير، مراسل صحيفة نيويورك تايمز في البيت الأبيض، والذي ثبتت إصابته بالفيروس لأول مرة مع العديد من الآخرين يوم الجمعة، 2 أكتوبر، لم يكن حاضرًا في حفل حديقة الزهور، رغم وجوده في البيت الأبيض في ذلك اليوم لإجراء اختبار كوفيد-19 المطلوب قبل السماح له بالسفر مع الرئيس في وقت لاحق من ذلك اليوم للمشاركة في مسيرة في ولاية بنسلفانيا.